# Turov (Podlesí)
Turov (německy Turau) je malá vesnice a část obce Podlesí v okrese Ústí nad Orlicí v Pardubickém kraji. Nachází se asi tři kilometry severně od Brandýsa nad Orlicí a pět kilometrů severovýchodně od Chocně.

## Historie
První písemná zmínka o vesnici pochází z roku 1382.

## Pamětihodnosti
Za vsí se u lesní cesty směrem ke Koldínu nachází tvrziště Chlumek. Místo je dějištěm Jiráskovy povídky Na Chlumku. Ve vesnici stojí kaple z roku 1837.